# Cecilie Pedersen (football, 1990)
Pour les articles homonymes, voir Cecilie Pedersen et Pedersen.
Cecilie Pedersen, née le 14 septembre 1990, est une footballeuse norvégienne évoluant au poste d'attaquante. Internationale norvégienne depuis août 2009, elle évolue à Avaldsnes IL.

## Carrière
Cecilie participe avec l'équipe de Norvège au championnat d'Europe en 2009. Elle marque deux buts au cours de l'Euro 2009, à l'âge de 18 ans seulement, ce qui fait d'elle l'une des révélations du tournoi. La Norvège atteint les demi-finales de cette compétition.
Elle dispute également la Coupe du monde 2011 organisée en Allemagne. Lors du mondial, elle joue trois matchs, contre la Guinée équatoriale, le Brésil, et l'Australie.

## Palmarès
Le 6 novembre 2009, elle remporte le Gullballen, le prix le plus prestigieux du football norvégien.